# Canton d'Oloron-Sainte-Marie-1
Le canton d'Oloron-Sainte-Marie-1 est une circonscription électorale française du département des Pyrénées-Atlantiques.

## Histoire
Un nouveau découpage territorial des Pyrénées-Atlantiques entre en vigueur à l'occasion des élections départementales de 2015. Il est défini par le décret du 25 février 2014, en application des lois du 17 mai 2013 (loi organique 2013-402 et loi 2013-403). Les conseillers départementaux sont, à compter de ces élections, élus au scrutin majoritaire binominal mixte. Les électeurs de chaque canton élisent au Conseil départemental, nouvelle appellation du Conseil général, deux membres de sexe différent, qui se présentent en binôme de candidats. Les conseillers départementaux sont élus pour 6 ans au scrutin binominal majoritaire à deux tours, l'accès au second tour nécessitant 12,5 % des inscrits au 1er tour. En outre la totalité des conseillers départementaux est renouvelée. Ce nouveau mode de scrutin nécessite un redécoupage des cantons dont le nombre est divisé par deux avec arrondi à l'unité impaire supérieure si ce nombre n'est pas entier impair, assorti de conditions de seuils minimaux. Dans les Pyrénées-Atlantiques, le nombre de cantons passe ainsi de 52 à 27.
Le canton d'Oloron-Sainte-Marie-1 est formé d'une fraction d'Oloron-Sainte-Marie et de communes des anciens cantons d'Accous (13 communes), d'Oloron-Sainte-Marie-Ouest (10 communes), d'Aramits (6 communes), d'Oloron-Sainte-Marie-Est (3 communes) et de Navarrenx (1 commune). Il est entièrement inclus dans l'arrondissement d'Oloron-Sainte-Marie. Le bureau centralisateur est situé à Oloron-Sainte-Marie.

## Représentation
| Période élective | Période élective | Mandat | Mandat   | Identité          | Nuance | Nuance | Qualité                                                                 |
| ---------------- | ---------------- | ------ | -------- | ----------------- | ------ | ------ | ----------------------------------------------------------------------- |
| 2015             | 2021             | 2015   | 2021     | Jean-Claude Coste |        | DVG    | Directeur de l'abattoir d'Oloron Maire d'Ance-Féas                      |
| 2015             | 2021             | 2015   | 2021     | Marie-Lyse Gaston |        | PS     | Assistante maternelle 1ère adjointe au maire d'Oloron                   |
| 2021             | 2028             | 2021   | en cours | Henri Bellegarde  |        | PS     | Ingénieur retraité, maire de Bedous                                     |
| 2021             | 2028             | 2021   | en cours | Marie-Lyse Bistué |        | PS     | Assistante maternelle, Première adjointe au maire d'Oloron-Sainte-Marie |

### Résultats détaillés

#### Élections de mars 2015
À l'issue du 1er tour des élections départementales de 2015, trois binômes sont en ballottage : Jean-Claude Coste et Marie-Lyse Gaston (DVG, 31,26 %), Sylvie Libarle et Hervé Lucbereilh (DVD, 29,71 %) et Pierre Casabonne et Magali Domecq (MoDem, 22,46 %). Le taux de participation est de 61,83 % (10 168 votants sur 16 445 inscrits) contre 52,8 % au niveau départemental et 50,17 % au niveau national.
Au second tour, Jean-Claude Coste et Marie-Lyse Gaston (DVG) sont élus avec 57,72 % des suffrages exprimés et un taux de participation de 65,89 % (5 801 voix pour 10 837 votants et 16 446 inscrits).

#### Élections de juin 2021
Le premier tour des élections départementales de 2021 est marqué par un très faible taux de participation (33,26 % au niveau national). Dans le canton d'Oloron-Sainte-Marie-1, ce taux de participation est de 45,9 % (7 509 votants sur 16 361 inscrits) contre 38,82 % au niveau départemental. À l'issue de ce premier tour, deux binômes sont en ballottage : Henri Bellegarde et Marie-Lyse Bistué (Union à gauche, 34,76 %) et Lydie Althapé et Jean-Luc Marle (DVD, 25,25 %).
Le second tour des élections est marqué une nouvelle fois par une abstention massive équivalente au premier tour. Les taux de participation sont de 34,36 % au niveau national, 40,13 % dans le département et 47,19 % dans le canton d'Oloron-Sainte-Marie-1. Henri Bellegarde et Marie-Lyse Bistué (Union à gauche) sont élus avec 55,78 % des suffrages exprimés (3 987 voix pour 7 722 votants et 16 365 inscrits),,.

## Composition
| Nom                                         | Code Insee | Intercommunalité | Superficie (km2) | Population (dernière pop. légale)               | Densité (hab./km2) | Modifier                                    |
| ------------------------------------------- | ---------- | ---------------- | ---------------- | ----------------------------------------------- | ------------------ | ------------------------------------------- |
| Oloron-Sainte-Marie (bureau centralisateur) | 64422      | CC du Haut Béarn | 68,31            | Fraction : 6 754 (2022) Commune : 10 658 (2022) | 156                | modifier les données · modifier les données |
| Accous                                      | 64006      | CC du Haut Béarn | 60,68            | 465 (2022)                                      | 7,7                | modifier les données · modifier les données |
| Agnos                                       | 64007      | CC du Haut Béarn | 9,18             | 1 042 (2022)                                    | 114                | modifier les données · modifier les données |
| Ance Féas                                   | 64225      | CC du Haut Béarn | 23,83            | 619 (2022)                                      | 26                 | modifier les données · modifier les données |
| Aramits                                     | 64029      | CC du Haut Béarn | 29,55            | 658 (2022)                                      | 22                 | modifier les données · modifier les données |
| Aren                                        | 64039      | CC du Haut Béarn | 7,39             | 246 (2022)                                      | 33                 | modifier les données · modifier les données |
| Arette                                      | 64040      | CC du Haut Béarn | 92,23            | 1 052 (2022)                                    | 11                 | modifier les données · modifier les données |
| Asasp-Arros                                 | 64064      | CC du Haut Béarn | 23,59            | 492 (2022)                                      | 21                 | modifier les données · modifier les données |
| Aydius                                      | 64085      | CC du Haut Béarn | 34,72            | 103 (2022)                                      | 3,0                | modifier les données · modifier les données |
| Bedous                                      | 64104      | CC du Haut Béarn | 11,64            | 574 (2022)                                      | 49                 | modifier les données · modifier les données |
| Bidos                                       | 64126      | CC du Haut Béarn | 1,36             | 1 109 (2022)                                    | 815                | modifier les données · modifier les données |
| Borce                                       | 64136      | CC du Haut Béarn | 58,05            | 114 (2022)                                      | 2,0                | modifier les données · modifier les données |
| Cette-Eygun                                 | 64185      | CC du Haut Béarn | 18,97            | 59 (2022)                                       | 3,1                | modifier les données · modifier les données |
| Escot                                       | 64206      | CC du Haut Béarn | 22,66            | 120 (2022)                                      | 5,3                | modifier les données · modifier les données |
| Esquiule                                    | 64217      | CC du Haut Béarn | 28,58            | 531 (2022)                                      | 19                 | modifier les données · modifier les données |
| Etsaut                                      | 64223      | CC du Haut Béarn | 34,95            | 63 (2022)                                       | 1,8                | modifier les données · modifier les données |
| Eysus                                       | 64224      | CC du Haut Béarn | 6,72             | 617 (2022)                                      | 92                 | modifier les données · modifier les données |
| Géronce                                     | 64241      | CC du Haut Béarn | 15,99            | 490 (2022)                                      | 31                 | modifier les données · modifier les données |
| Geüs-d'Oloron                               | 64244      | CC du Haut Béarn | 6,57             | 262 (2022)                                      | 40                 | modifier les données · modifier les données |
| Gurmençon                                   | 64252      | CC du Haut Béarn | 2,98             | 887 (2022)                                      | 298                | modifier les données · modifier les données |
| Issor                                       | 64276      | CC du Haut Béarn | 23,00            | 248 (2022)                                      | 11                 | modifier les données · modifier les données |
| Lanne-en-Barétous                           | 64310      | CC du Haut Béarn | 41,48            | 479 (2022)                                      | 12                 | modifier les données · modifier les données |
| Lées-Athas                                  | 64330      | CC du Haut Béarn | 44,81            | 232 (2022)                                      | 5,2                | modifier les données · modifier les données |
| Lescun                                      | 64336      | CC du Haut Béarn | 60,66            | 167 (2022)                                      | 2,8                | modifier les données · modifier les données |
| Lourdios-Ichère                             | 64351      | CC du Haut Béarn | 16,24            | 141 (2022)                                      | 8,7                | modifier les données · modifier les données |
| Lurbe-Saint-Christau                        | 64360      | CC du Haut Béarn | 7,47             | 206 (2022)                                      | 28                 | modifier les données · modifier les données |
| Moumour                                     | 64409      | CC du Haut Béarn | 8,05             | 818 (2022)                                      | 102                | modifier les données · modifier les données |
| Orin                                        | 64426      | CC du Haut Béarn | 4,29             | 266 (2022)                                      | 62                 | modifier les données · modifier les données |
| Osse-en-Aspe                                | 64433      | CC du Haut Béarn | 43,03            | 332 (2022)                                      | 7,7                | modifier les données · modifier les données |
| Préchacq-Josbaig                            | 64458      | CC du Haut Béarn | 8,31             | 295 (2022)                                      | 35                 | modifier les données · modifier les données |
| Saint-Goin                                  | 64481      | CC du Haut Béarn | 5,54             | 224 (2022)                                      | 40                 | modifier les données · modifier les données |
| Sarrance                                    | 64506      | CC du Haut Béarn | 46,75            | 155 (2022)                                      | 3,3                | modifier les données · modifier les données |
| Urdos                                       | 64542      | CC du Haut Béarn | 36,27            | 70 (2022)                                       | 1,9                | modifier les données · modifier les données |
| Canton d'Oloron-Sainte-Marie-1              | 6414       |                  |                  | 19 890 (2022)                                   |                    | modifier les données                        |

Le canton d'Oloron-Sainte-Marie-1 comprenait à sa création :
1. trente-trois communes entières,
2. la partie de la commune de d'Oloron-Sainte-Marie située sur la rive gauche des gaves d'Aspe et d'Oloron.

À la suite de la création de la commune nouvelle de Ance Féas au 1er janvier 2017, le canton comprend désormais trente-deux communes entières et une fraction.

## Démographie
En 2022, le canton comptait 19 890 habitants, en évolution de −1,46 % par rapport à 2016 (Pyrénées-Atlantiques : +3,78 %, France hors Mayotte : +2,11 %).
| 2013   | 2018   | 2022   |
| ------ | ------ | ------ |
| 20 138 | 19 941 | 19 890 |